# Taekkyon
El taekkyon (택견) és un art marcial clàssic coreà. Aquesta disciplina inclou nombroses tècniques de peus així com moviments fluids dels braços i cops amb la mà oberta. A diferència d'altres arts marcials, s'utilitzen molt poc els cops de puny i es fa més èmfasi en tot tipus de puntades i en escombratges que busquen fer perdre l'equilibri a l'oponent per derribar-lo.
Encara que els moviments del taekkyon poden recordar al taekwondo coreà o al kung fu provinent de la Xina, hi ha una gran diferència en les seves tècniques, tàctiques i principis. Mentre que diverses de les tècniques de puntades del taekwondo són rígides, semicirculars o rectes, en ser estandarditzades dins dels models similars al karate-Do japonès (disciplina d'on també provenen les tècniques de cops de mà i puny del taekwondo, el seu uniforme, els bloquejos, les seves formes o poomse i el sistema de graus per cinturons), les puntades del taekkyon són més circulars, contínues i fluides. Així mateix, mentre que les tècniques de puntada del kung fu són llargues i estirades (segons l'estil) les tècniques del taekkyon són percutants, contínues, i lleugeres però potents. A més, en lloc d'utilitzar la mà oberta o els dits per copejar de forma semblant a les urpes o caps dels animals com succeeix en el kung fu / wu-shu (que utilitza moltes variants), en el taekkyon s'utilitza fonamentalment la base del palmell de la mà, i el puny només en algunes ocasions. També es fomenta l'ús el fet d'esquivar en lloc dels bloquejos.
Els moviments lleugers i gràcils del taekkyon tenen un aspecte similar al d'una dansa, però darrera s'hi amaga una enorme explosivitat, que pot causar un gran dany (o fins i tot la mort) a un oponent. Segons el mestre Jung Kyun Hwa: "El Taekkyon és gentil en la seva aparença però fort en esperit".
El taekyon ha estat codificat en el segle XX per al seu ensenyament en 16 formes, figures, o poomse (en coreà) (kata en japonès), les quals resumeixen la seva base tècnica (cops, puntades, bloquejos) i tàctica (desplaçaments).
Actualment, el taekkyon s'ha tornat molt popular entre les dones, ja que requereix una major sensibilitat corporal i estètica, a més de tenir un menor grau de contacte comparat amb altres arts marcials o esports de combat.
El taekkyon fou declarat Patrimoni Cultural Immaterial de la Humanitat per la Unesco a petició de la República de Corea l'any 2011.

## Història del Taekkyon

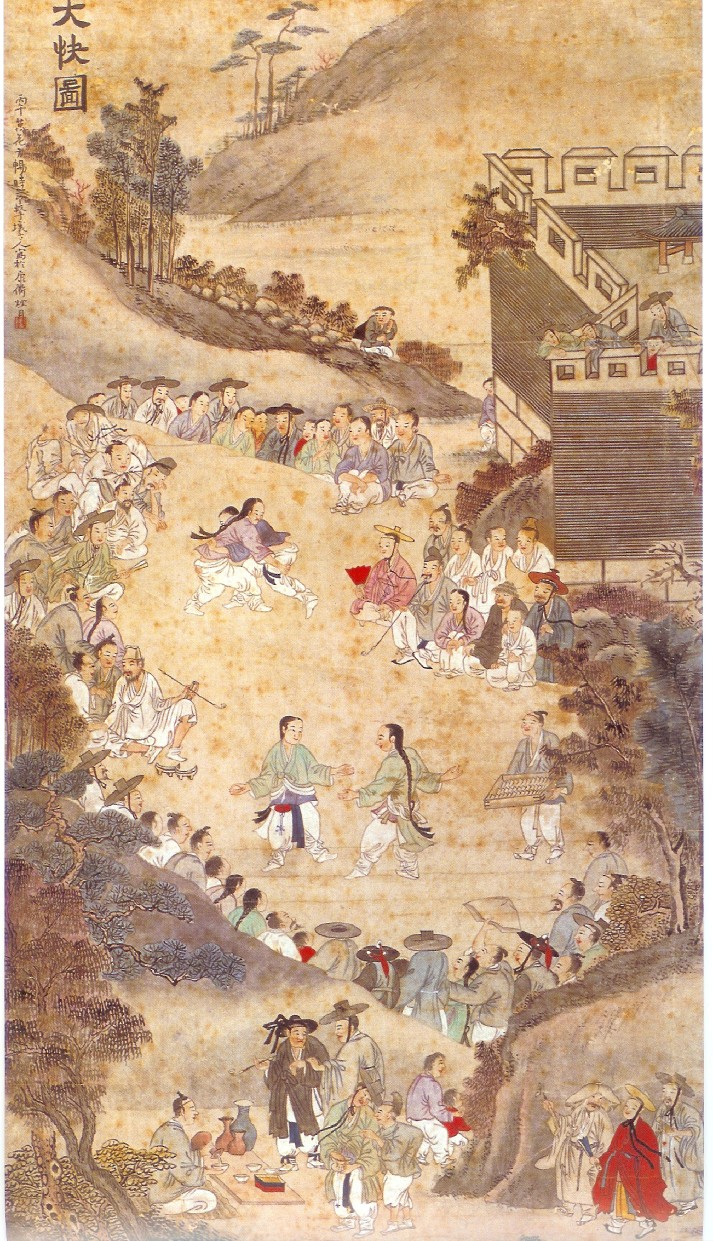
Obra "Dae-Kwae-Do" (대쾌도, 大快圖) (1846), pintada per Hyesan Yu Suk (유숙, 劉淑) (1827–1873). A la part superior es pot veure un event de ssireum (lluita tradicional coreana) i a la part inferior un combat de Taekkyon, en el marc d'una festivitat.

Els primers registres històrics del taekkyon es remunten a les antigues tombes de Muyongchong i Samsilchong de la dinastia Goguryeo. Es creu que les pintures que hi ha en les parets d'aquestes tombes retraten escenes de taekkyon, en les quals es mostren figures humanes en posició de combat amb els braços estirats cap a davant.
S'han trobat evidències que es remunten a l'era Koguryo, quan les tècniques d'arts marcials eren molt avançades. En aquesta època, un gran nombre de militars practicaven taekkyon. En l'era Joseon, les competicions de taekkyon eren molt populars, fins i tot entre el poble planer.
La pràctica del taekkyon (ssubak en el seu origen) mai figura com una tècnica estesa en la península coreana, però era practicada sovint als voltants de Hanyang, la capital de la Dinastia Joseon. En l'auge de la seva popularitat, fins i tot el rei practicava aquest art marcial i les competicions de taekkyon eren freqüents. Malgrat això, el següent rei va prohibir aquestes competicions, motivat principalment per les apostes que tenien lloc al voltant de les mateixes (fins i tot s'arribaven a apostar esposes i cases), restringint el taekkyon al seu ús purament militar. Als inicis de la Dinastia Joseon l'art original ssubak es va dividir en dos; yusul (tècniques de lluita) i taekkyon (tècniques de cops).
El taekkyon va patir un dur cop amb l'expansió del neoconfucianisme a Corea, la qual cosa va prohibir la pràctica de les arts marcials, en pro de la literatura, la filosofia, la música i les arts. També fou així anys més tard, amb l'Ocupació japonesa de Corea (1910 - 1945), període en el qual l'art va deixar de ser practicat fins a tal punt que va ser considerat virtualment extint; però malgrat tot, en les dècades posteriors al final del període colonial japonès, i de la Segona Guerra Mundial (1939-1945), el taekkyon va poder ressorgir. L'últim practicant de taekkyon de la "vella escola", fou el mestre Song Duk-Ki (1893-1987), qui va conservar la pràctica de l'art al llarg de l'ocupació japonesa (1910-1945) i posteriorment va plantar les llavors per a aquest ressorgiment en companyia dels seus alumnes, el mestre Shin Han Seung (1928-1987), i el mestre Jung Kyun Hwa, qui actualment lidera el taekkyon a nivell mundial.
El taekkyon fou declarat bé nacional intangible d'interès cultural núm. 76 l'1 de juny de 1983 per la UNESCO. És l'únic art marcial coreà que posseeix tal catalogació, ja que altres arts marcials coreans més recents, com el taekwondo, el tangsudo i el hapkido, tenen una marcada influència japonesa; mentre que el taekkyon fins i tot es practica en conjunció amb la música i en la vestimenta tradicional coreana.
Actualment, la majoria dels mestres de taekkyon han mort o s'han retirat, i queden molt pocs que continuïn la tradició. El 1983, el govern coreà va designar i va reconèixer a aquest art marcial com a Propietat nacional important i intangible per fomentar la seva conservació i promoció.

## Tècniques i principis del taekkyon

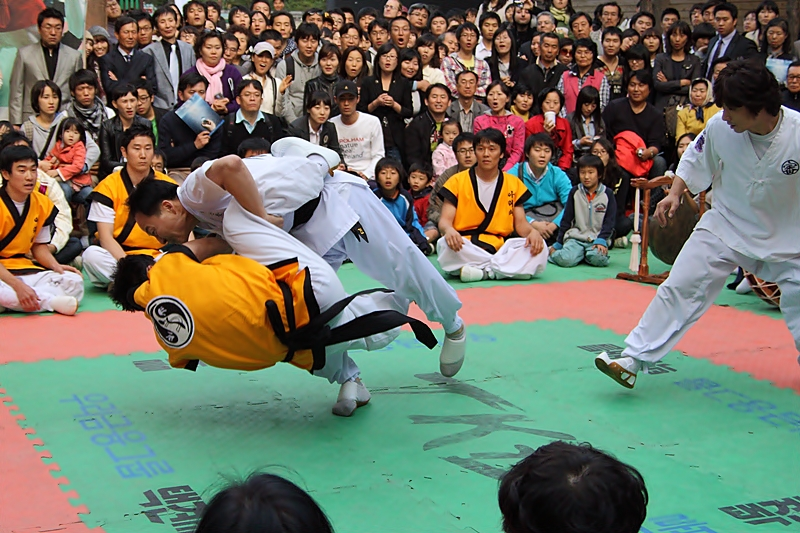
Tae-Jil o combat reglat per a demostració amb semi-contacte al punt

El taekkyon, com la gran majoria de les arts marcials tradicionals, es basa més en les tècniques de defensa que en les tècniques d'atac. Els moviments són fluids i espontanis, i les mans, peus i el cos es mouen constantment. Una de les seves característiques més destacables és que la fluïdesa dels seus moviments provoca un ritme similar al d'una dansa, la qual cosa el converteix en un art marcial molt artístic. Segons el mestre Jung Kyun Hwa: "Els moviments de tant mans com peus són extremadament importants, tots dos han d'estar en moviment constant; la potència i la força només es mostren quan hi ha equilibri i flexibilitat en els moviments dels peus i de les mans".
Les posicions bàsiques en el taekkyon són wonpun (dempeus amb els peus separats l'amplària de les espatlles) i la seva posada en moviment, fixant un ritme o pumbalgi (un peu avançant un pas, mantenint l'amplària de les espatlles). Amb els peus paral·lels en la posició (wonpun) s'avança un peu i es transfereix el pes corporal sobre aquesta cama realitzant el desplaçament o (pumbalgi). En segon lloc, es transfereix el pes a la cama endarrerida i es retrocedeix el pas tornant a la posició inicial. Això es repeteix cap a davant i cap a darrere, cap a un costat i cap a un altre, generant un patró triangular. Després s'aprenen les tècniques dempeus o (atepgeori), i les tècniques de mà (cops, revisions mèdiques, bloquejos, atrapades i subjeccions) (dwietgeori), les quals s'inicien amb el moviment (Hwalgaljit).
Posteriorment es realitza el Bonttaebuigi, on el practicant explora i mostra diferents aplicacions possibles dels moviments de mans i peus. Per finalitzar, es realitza l'estudi tècnic - tàctic amb les aplicacions militars o (geulleungeori).
Entre les tècniques de peu es poden destacar:
- Puntada frontal amb l'empenya
- Gir del cos i puntada amb la vora externa del peu, o amb el taló
- Puntada de fora cap a dins i dins cap a fora amb les vores interna i externa del peu
- Puntades en salt
- Gir del cos i puntada recolzant les dues mans en el terra
- Copejar la cara de l'oponent amb la planta del peu, o amb la part superior

Algunes de les tècniques de mà són:
- Empenta o estirada al tronc o coll de l'oponent o a les seves cames des de posició dempeus o des de terra
- Colpejar l'oponent amb el palmell de la mà al tronc o coll
- Colpejar l'oponent amb el puny, a les costelles, ventre o aixella, o a les cuixes
- Tirar l'oponent de la cama a terra, després d'atrapar-li una puntada
- Colpejar el coll o rostre de l'oponent amb la base del palmell de la mà, o la vora
- Clavar els dits als ulls de l'oponent
- Escombrar l'oponent mitjançant una traveta, o per escombratge, o embullant les seves cames, cos o coll.
- Llançar l'oponent agafant-lo per les espatlles, braços, o malucs en combinació amb un escombratge de peus.

També existeixen altres tècniques com el hwalgejotgi, que consisteix a moure els braços per confondre l'oponent i desviar la seva atenció dels atacs amb les cames.

## Regles de competició
Les regles de competició de Taekkyon foren establertes en esmenes els anys 1991, 1997 i 1998.
Després de saludar respectuosament a l'oponent al centre de l'àrea, tots dos competidors han de mantenir una de les seves cames avançada dins de la distància d'atac de l'oponent.
Un competidor guanya el combat si:
- Una part del cos de l'oponent (per sobre del genoll) toca el terra després d'un atac vàlid
- Dona una puntada a l'oponent en la cara
- Si després d'una puntada (estant ambdues cames en l'aire i per sobre del genoll) l'oponent perd l'equilibri o retrocedeix més de dos passos.

Alguns altres aspectes del reglament de competició són:
- Àrea de combat: Ha de mesurar 8 x 8 metres. El centre ha d'estar assenyalat per un cercle de 2,5 metres de diàmetre.
- Arbitratge: 1 àrbitre central, 2 jutges en les cantonades, 1 jurat, 1 cronometrador.
- Uniforme de competició: Els competidors han de portar pantalons blancs d'estiu i mitjons embuatats de cotó. Un dels competidors ha de portar la part superior del vestit de color blau mentre que l'altre ha de portar-la blanca.
- Nivells de competició: Existeixen diferents nivells de competició. Individual, per equips, adult, estudiant i nens (menys de 10 anys). Els competidors estan separats per gènere i de vegades es fa divisió per pes.
- Durada del combat: En les competicions individuals, es realitzen 3 rondes de 3 minuts cadascuna, amb un minut de descans entre rondes. Per a les competicions d'equip, és una ronda de 3 minuts. No hi ha límit de temps en algunes competicions com Cheonha Myongin (competició mundial).
- Sistemes de competició: Sistema de lliga o torneig, sistema combinat de lliga i torneig o sistema "round robin" (sistema en el qual tots els participants s'enfronten entre si, sense ser eliminats en perdre un combat).

## Graus
Originalment, en el taekkyon no existien rangs ni graduacions. El sistema actual de graus, que va de pum (principiant) a dan (nivell expert), fou introduït per primera vegada en els anys 70, prenent com a model l'usat en el taekwondo per intentar sistematitzar, conservar i popularitzar el taekkyon. Hi ha en total 18 graus, que ordenats des de practicant a expert són:
- Principiant
- 8è pum ~ 1er pum - (essent 8è pum el més inexpert i 1er pum el més expert)
- 1er dan ~ 9è dan - (essent 1er dan el més inexpert i 9è dan el més expert)

Generalment, per aconseguir el 9è dan es necessiten 40 anys. Aquest temps pot ser més curt per als practicants que han contribuït a la popularització o desenvolupament del taekkyon guanyant competicions, publicant un llibre o tesi sobre taekkyon, rebent premis o obrint una escola.

## Arts marcials derivades
Les arts marcials modernes que més s'han beneficiat de la metodologia tècnico-tàctica de les tècniques de puntada contínua, atrapades amb els peus i escombratges, basats en les tècniques del taekkyon, han estat les disciplines coreanes modernes del taekwondo, el hapkido, i el tangsudo, que al seu torn han estat influenciades tècnicament per les arts marcials japoneses del karate-Do, judo, jiu-jitsu i aikido, a causa de l'Ocupació japonesa de Corea (1910 - 1945).

## Galeria

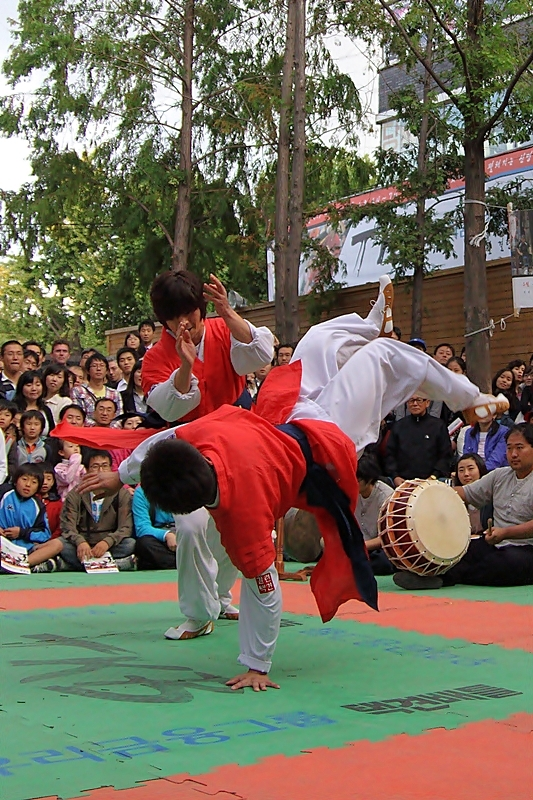
Nal-Chi-Gi-
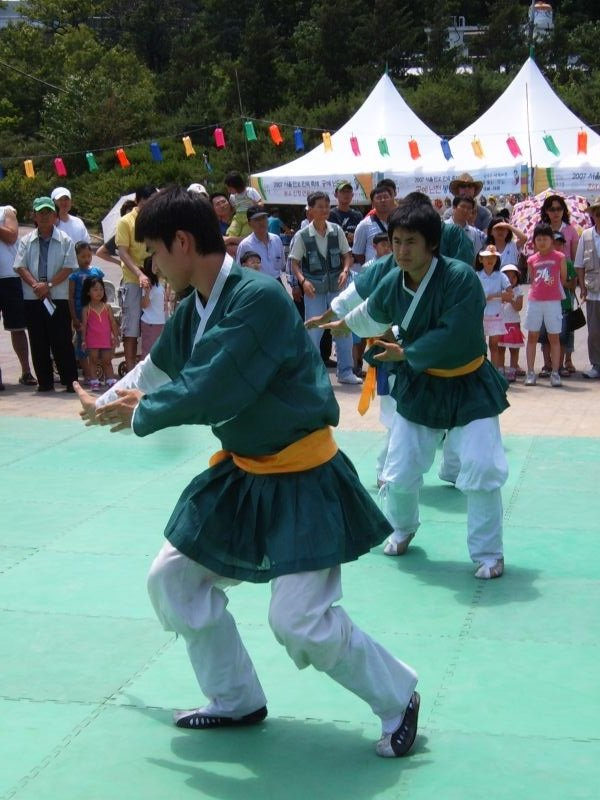
Combat de Taekkyeon promocionat per Hi! Seoul Festival el 28 d'abril de 2007.
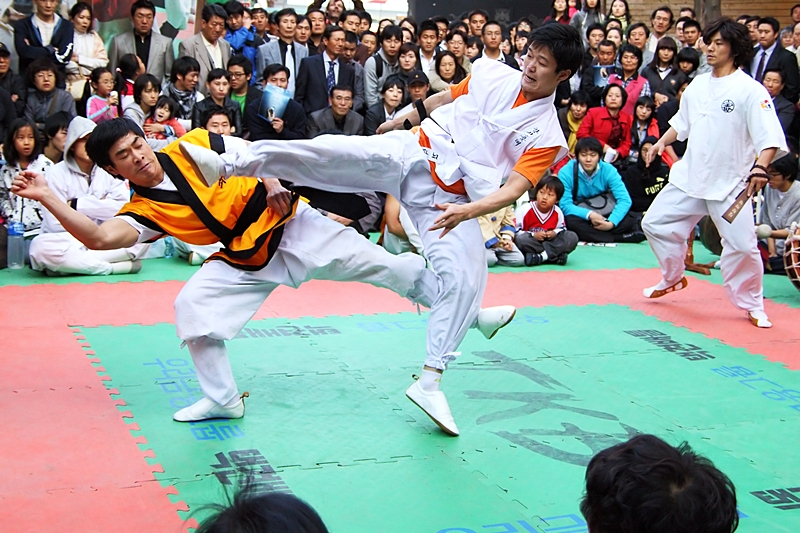
Up-Eo-Chi-Gi.
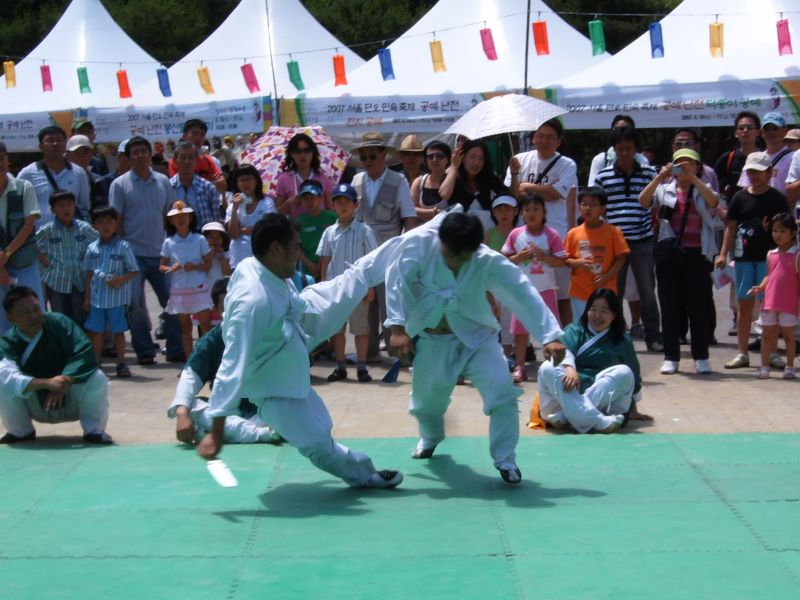
Practicants de Taekkyeon.